# Anton Maria Zanetti el vell
Anton Maria Zanetti (Venècia, 20 de febrer de 1680 - Venècia, 31 de desembre de 1767), també conegut com Anton Maria Zanetti di Girolamo. Va ser un crític d'art, artista, marxant d'art i protector d'artistes, essent reconegut com una figura central en la història del col·leccionisme venecià del segle xviii i en el foment de l'art i els artistes de la ciutat de Venècia. El seu protagonisme com a col·leccionista i mecenes destacava en la Venècia del moment, on figures com seva ja escassejaven molt en una ciutat immersa en un llarg procés de decadència com a centre de creació artística i col·leccionisme d'art.
Zanetti va dedicar la seva vida a col·leccionar gravats, dibuixos, monedes i gemmes, sent un aficionat a l'art des dels catorze anys. Va utilitzar la seva col·lecció com a inspiració per crear molts gravats amb la tècnica de la xilografia, la qual cosa va contribuir a la revitalització d'aquesta tècnica en el segle xviii. Zanetti va ser nomenat comte el 30 de juny de 1761 i gràcies als seus contactes amb els cercles artístics europeus i venecians, va actuar com a pont entre aquests dos mons, a més de ser agent d'artistes venecians.

## Biografia
Zanetti va néixer a Venècia en una família benestant, on el pare, Girolamo Zanetti, era metge, i la seva mare era Maria Bertoco. Va iniciar la seva formació artística treballant en el taller del pintor Nicolò Bambini, rebent posteriorment classes de Sebastiano Ricci i d'Antonio Balestra. A principis del segle xviii va fer una estada a Bolonya treballant sota la direcció del pintor Viano.
Malgrat la formació en pintura, Zanetti però limità les seves activitats al dibuix i al gravat. Si bé inicialment signava com Anton Maria Zanetti el jove, per distingir-se del seu avi homònim, amb la mort de l’avi el 1691 i el naixementen del fill del seu cosí en el 1706, batejat també com a Anton Maria Zanetti, va passar a signar com Anton Maria Zanetti el vell. Malgrat l’epítet, en el segle xix els dos cosins serien confosos en nombroses ocasions, fins al punt de creure que eren una única persona.
A partir de 1707 Zanetti va dedicar-se a treballar en el negoci de les assegurances navals, que alternava amb les seves creacions artístiques i que li va permetre acumular el capital suficient per poder dedicar-se posteriorment a la seva veritable vocació en el món de l'art. L'any 1713, dos anys després de la mort del seu pare, es va fer càrrec de l'administració de la finca familiar.

### Expert i marxant d'art

El jove Zanetti retratat per la seva amiga Rosalba Carriera

Amic d'artistes com Canaletto, Rosalba Carriera, Sebastiano Ricci i el seu nebot Marco, i Giovanni Battista Tiepolo, Zanetti va estar en estret contacte amb els col·leccionistes europeus més importants. El 1715 va conèixer a Venècia al banquer parisenc i col·leccionista d'art Pierre Crozat quan feia una estada a la ciutat, establint-hi una bona amistat. A instàncies de Crozat el 1720 va marxar a França juntament amb la seva protegida, l'artista veneciana Rosalba Carriera, així com amb la mare i les dues germanes d'ella. A París Zanetti esdevingué l'assessor artístic de Pierre Crozat i també del regent de França Felip d'Orleans per a les seves compres d'obres d'art. El 1721 Zanetti va visitar Londres, on adquirí la col·lecció de gravats de artista italià del Renaixement Parmigianino, la qual hauria d’exercir una gran influència en el desenvolupament dels seus gustos estètics. El 1722 tornà a Venècia.
Establí una bona amistat amb els dos grans col·leccionistes estrangers de Venècia de l'època, l'anglès Joseph Smith, banquer de la comunitat artística anglesa a Venècia, patró de les arts i futur cònsol a la ciutat, i amb Johann Matthias von der Schulenburg, militar alemany contractat per la república de Venècia i col·leccionista d'art.
Durant el 1726 Zanetti alternà la producció artística amb una estada llarga a Viena. En aquests anys Zanetti gaudia d'un gran prestigi com a persona de gust refinat i coneixedor del món de l'art. Entre 1727 i 1729 va ser l'agent del pintor venecià Canaletto, intervenint en la seva producció artística: no sols li encomanà quadres, si no que també intervingué en l'elecció de temes, composicions i fins i tot assumí la responsabilitat sobre la qualitat i el nivell d'acabat dels quadres.
La mort intestada del príncep Eugeni de Savoia el 1736 a Àustria provocà que tot el seu patrimoni fos heretat per la seva neboda, la princesa Maria Anna Victòria de Savoia. Aquesta decidí vendre’s totes les pintures del Palau Belvedere, residència d'Eugeni de Savoia. Per fer l'inventari de pintures i el catàleg de venda cridà a Zanetti, el qual el feu en una estada de quatre mesos a Viena. Les famílies nobles necessitades de diners venien el seu patrimoni artístic a través de Zanetti, gràcies a la capacitat de compra de dos dels seus clients, Felip d'Orleans i Josef Wenzel I, príncep de Liechtenstein. Zanetti va intervenir decisivament en la creació de la col·lecció de Canaletto de Josef Wenzel I.

### Col·leccionista i mecenes
Anton Maria Zanetti no mostrava gaire interès en col·leccionar art contemporani més enllà del de la seva pròpia ciutat. Si bé tenia algunes pintures dels artistes alemanys Christian Hilfgott Brand i Christian Dietrich, contemporanis seus, no va adquirir mai pintures modernes angleses o franceses. Tenia diverses pintures històriques del pintor renaixentista Sebastiano del Piombo i mitja dotzena de paisatges que havia encarregat a Marco Ricci, així com algunes miniatures de Rosalba Carriera. Però la seva col·lecció fonamental era de gravats.
Zanetti també apadrinà pintors, com ho feu en els inicis de la carrera de Bernardo Bellotto, nebot de Canaletto, i també de l'anglès John Baptist Jackson, el qual havia arribat a Venècia el 1730. Però com a patró de les arts, la contribució més important de Zanetti fou el mecenatge de Gaetano Zompini, al qual allotjà a la seva casa i li proporcionà una renda. Zompini va fer els gravats d'una sèrie de dibuixos de Castiglione, així com els dibuixos de la seva obra mestra, Le Arti che vanno per via nella Città di Venezia, obra en la que els subjectes eren els artesans i els pobres d'una ciutat coneguda per la seva riquesa i frivolitat.
També assessorava a la noblesa en l'adquisició d'obres d'art, especialment pintures, com ho feu amb la duquessa florentina Andrea Gerini. Com a marxant d'art, feia molt negocis amb els aristòcrates anglesos que visitaven Venècia en el seu itinerari del Grand Tour.

### Artista

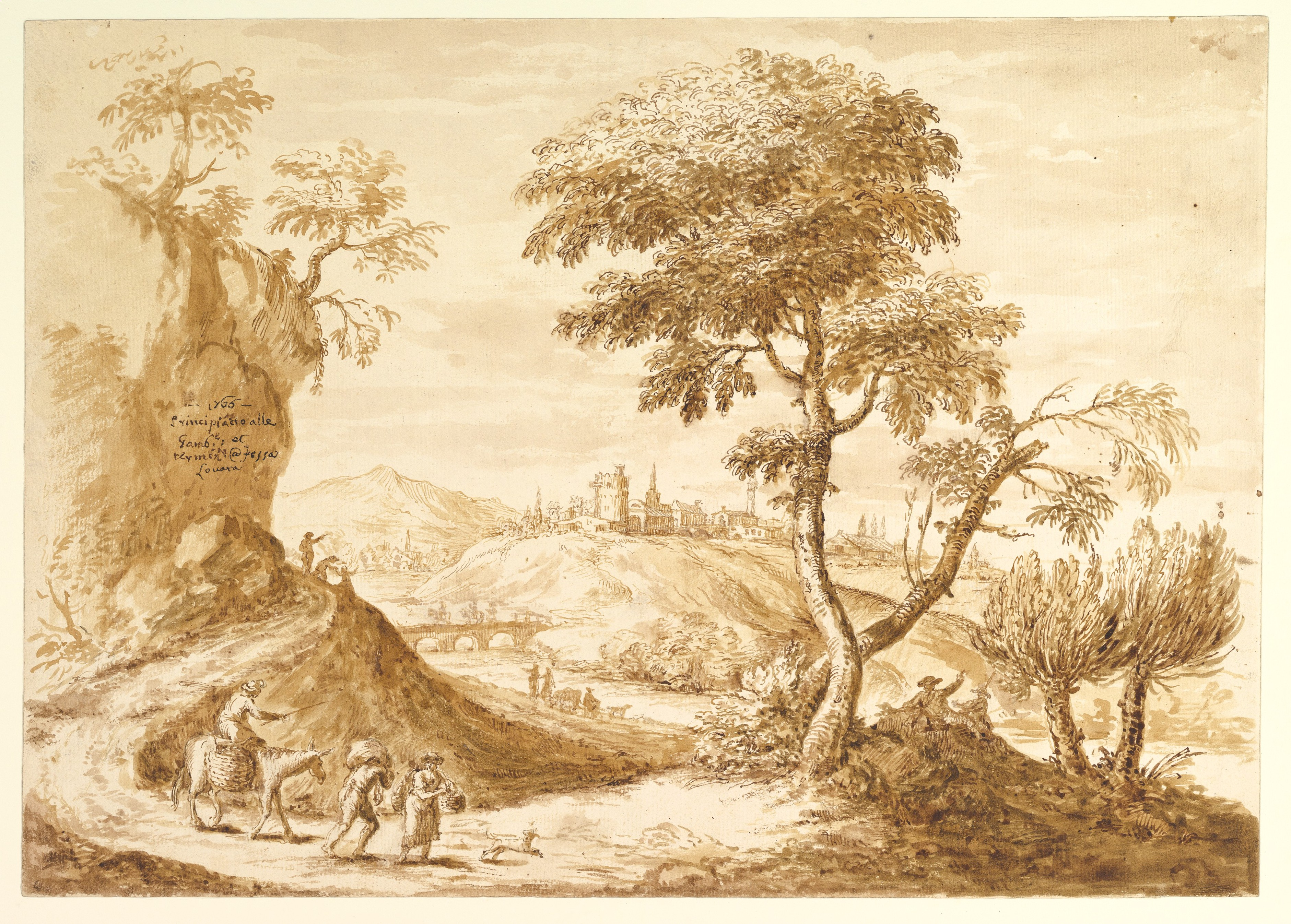
Paisatge amb un poble a la llunyania

La impressió de xilografies s'assolia mitjançant l'estampació successiva de tacs de fusta que fan de matriu, cadascun entintat en un únic color, sobre un full. La col·lecció d'obres que Zanetti va anar acumulant li va servir com a motius per crear un conjunt d'unes 50 xilografies, que va publicar als anys 1730 i 40.
Quan va tornar a Venècia el 1727 després de la seva estada a Viena inicià el període més prolífic com artista, gravador i marxant d'art. Va dedicar-se a la producció d'estampes artístiques utilitzant la tècnica de la xilografia, a partir de pintures de Parmigianino, Tintoretto i altres. El seu cosí Anton Maria Zenetti el jove va fer alguns dels gravats de les matrius de fusta, mentre que va confiar la impressió al seu germà Giuseppe. Els seus gravats eren populars com a record de l'estada a Venècia tant de l'aristocràcia europea com dels artistes que necessitaven inspiració.
Tècnicament, Zanetti no va aportar cap avanç sobre els seus predecessors en l'ús de la xilografia, però va destacar per aplicar els colors, sovint en tons suaus, amb una major sensació de subtilesa i delicadesa, utilitzant sovint colors tan complementaris com el vermell i el verd. El seu interès pel color era tal que sovint imprimia la mateixa composició en diferents combinacions de colors.
Zanetti també era conegut per les seves enginyoses caricatures d'actors, artistes i altres, inclòs d'ell mateix. Va fer moltes caricatures -i també retrats formals- dels personatges de les representacions d'ópera de Venècia, que en aquells temps era un dels grans centres operístics.

## Dues obres cabdals

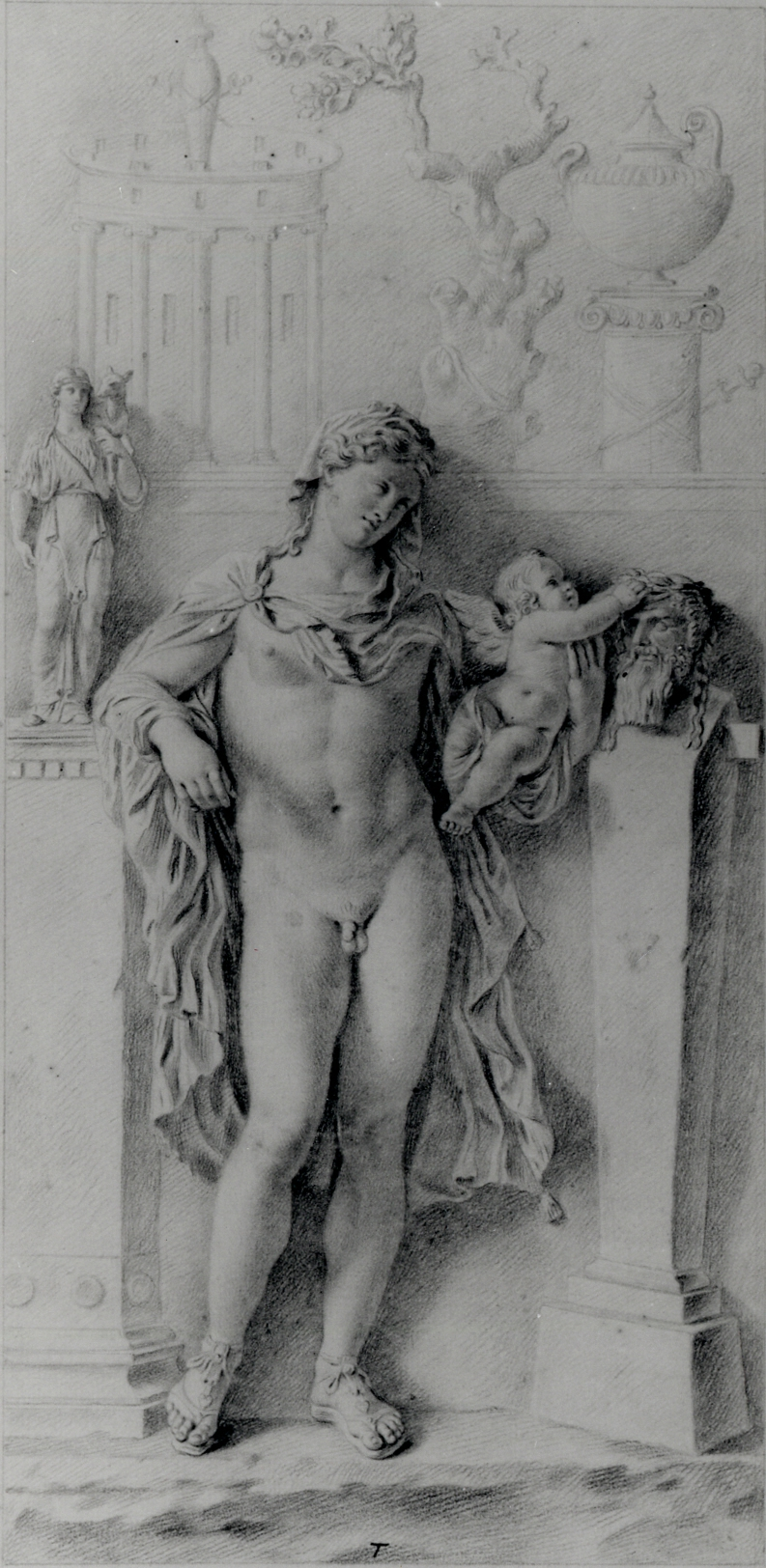
Estudi d'un relleu decorat amb Hermafrodit

El 1740 va publicar el primer volum de l'obra Delle antiche statue greche e romane, i el 1743 el segon volum. Zanetti havia començat l'obra en la dècada de 1720 i contà amb la col·laboració del seu cosí Anton Maria Zanetti el jove i d'un equip de onze gravadors, encarregant-se Zanetti dels textos. Cada volum contenia 50 làmines reproduint escultures gregues i romanes pertanyents a col·leccions públiques venecianes. L'obra, un dels primers catàlegs il·lustrats de l'època, és remarcable per la gran bellesa i realisme dels dibuixos, constituint un exemple de l'arribada del neoclassicisme a Venècia.
Anton Maria Zanetti va formar una col·lecció de joies gravades, tant greco-romanes com modernes, de les quals va publicar el 1750 un luxós catàleg, Le gemme antiche di Anton Maria Zanetti, il·lustrat amb vuitanta làmines dibuixades per ell mateix. El text de la publicació estava en llatí, escrit pel seu amic, l'antiquari florentí Antonio Francesco Gori, i també en italià, traduït pel seu nebot Girolamo. Malgrat que Zanetti va escriure que havia publicat el llibre per complaure el seus amics i especialment aquells estrangers que no podien venir a Venècia a veure les seves medalles, el volum, pagat pel mateix Zanetti, era en part un luxós catàleg comercial. Zanetti va rebutjar totes les ofertes que rebé per a la col·lecció, fins que George Spencer, el 4t duc de Marlborough, el va convèncer el 1761 per comprar-li la major part de la col·lecció. Els dibuixos dels gravats, i molts dels seus intaglios i camafeus, es conserven al Museu Correr de Venècia.
Fins a la seva mort l'any 1767, als 88 anys, Zanetti va mantenir-se actiu. Zanetti no va tenir fills i la seva vasta col·lecció va anar als seus nebots i poc després es va dispersar.